# ناحیه فارو
ناحیه فارو (تلفظ پرتغالی:[ˈfaɾu]؛ پرتغالی: Distrito de Faro) جنوبی‌ترین ناحیهٔ پرتغال است که در الگاروه قرار دارد. مرکز این ناحیه شهر فارو است.
مساحت ناحیهٔ فارو ۴۹۶۰ کیلومتر مربع و جمعیت آن طبق سرشماری سال ۲۰۰۹ برابر ۴۳۴۰۲۳ نفر است.

## شهرستان‌ها
ناحیه فارو به ۱۶ شهرستان تقسیم شده‌است:
- آلبوفیرا
- الکوتیم
- ارژزور
- کاسترو ماریم
- فارو
- لاگوآ
- لاگوس
- لوله
- مونچیکه
- اولاو
- پرتیمانو
- سائو براس ده آلپورتال
- سیلوس
- تاویرا
- ویلا دو بیسپو
- ویلا رئال دسانتو آنتونیو

الگاروه تنها بخش پرتغال است که به صورت کامل تعریف شده‌است و در نتیجه تنها بخشی است که تقسیمات اداری گیج‌کننده ندارد. ناحیهٔ فارو کاملاً درون الگاروه قرار گرفته‌است.